# هيبوليتوس الرومي
هيبوليتوس الرومي (170 م – 235 م) أهم العلماء اللاهوتيين في الكنيسة المسيحية في القرن الثالث الميلادي في روما، التي يُعتقد أنه ولد بها. وصفه فوتيوس القسطنطيني بأنه تلميذ إيرينيئوس الذي كان تلميذًا لبوليكاربوس. تصادم هيبوليتوس مع الباباوات في عصره، ويبدو أنه أسس جماعة دينية تنافس الباباوية. عارض هيبوليتوس الأساقفة الرومان الذين خففوا من الاشتراطات اللازمة لقبول عدد من المتحولين إلى المسيحية من الوثنيين. ورغم ذلك، طوّبته الكنيسة شهيدًا مسيحيًا بعد وفاته.
ومع بداية القرن الرابع الميلادي، نُسجت العديد من الأساطير حوله، ووصفته بأنه كان كاهنًا موالي للبابا المزيف نوفاتيان، أو أنه كان جنديًا تحول المسيحية على يد لورانس الرومي. كما أن اسمه يتشابه مع شهيد آخر. وصفه البابا بيوس الرابع بأنه القديس هيبوليتوس أسقف بنطس الذي استشهد في عهد سيفيروس ألكسندر بعد أن وجد اسمه منقوشًا على تمثال وجد في كنيسة القديس لورانس في روما، وحُفظ في الفاتيكان.

## وصلات خارجية
- هيبوليتوس الرومي على موقع الموسوعة البريطانية (الإنجليزية)
- هيبوليتوس الرومي على موقع إن إن دي بي (الإنجليزية)

- الموسوعة البريطانية، هيبوليتوس الرومي (بالإنجليزية)
- أعمال هيبوليتوس الرومي في ليبري فوكس